# Etcheverrius megallanicus
Etcheverrius megallanicus är en fjärilsart som beskrevs av Herrera 1965. Etcheverrius megallanicus ingår i släktet Etcheverrius och familjen praktfjärilar. Inga underarter finns listade i Catalogue of Life.